# Louiguy
Louis Guglielmi, meglio noto come Louiguy (Barcellona, 3 aprile 1916 – Vence, 4 aprile 1991), è stato un compositore francese.
In alcuni casi ha usato lo pseudonimo Roger Luiguy.
Ha composto prevalentemente durante gli anni quaranta numerosi successi della canzone francese, quali La Vie en rose e Cerisier rose et pommier blanc, prima di volgersi verso la musica da film, in particolare con Sacha Guitry.

## Biografia
Louiguy nacque in Spagna, ove visse fino all'età di sette anni. Il padre, italiano, era contrabbassista nell'orchestra di Arturo Toscanini e la famiglia si trasferì in Francia nel 1923. Louiguy entrò, all'età di quindici anni, al Conservatorio nazionale superiore di musica e danza di Parigi, ove ebbe come compagni di studi Henri Betti, Paul Bonneau, Léo Chauliac, Henri Dutilleux, Pierre Spiers e Raymond Trouard. Ottenne premi in armonia, contrappunto e fuga e quindi si dedicò alla carriera di pianista concertista.
Divenuto pianista accompagnatore di Édith Piaf, egli compose le musiche di canzoni che divennero presto successi popolari, tra le quali Le Vagabond (parole di Édith Piaf, 1941), Ça sent si bon la France (1942), Marjolaine (1944), La Danseuse est créole (1946), Mademoiselle Hortensia (1946), La Vie en rose (su un tema musicale di Marguerite Monnot e parole di Édith Piaf, 1947), Le destin s'amuse (1947), Cerisier rose et pommier blanc (1950), e altre.
I suoi parolieri principali furono Jacques Larue e Jacques Plante, e i suoi interpreti più prestigiosi, oltre ad Édith Piaf, Maurice Chevalier, Georges Guétary, André Claveau. Egli contribuì largamente al successo internazionale della cantante Yvette Giraud, che sposerà il paroliere Jacques Plante. Partecipò poi alla fondazione della casa editrice musicale Hortensia, che si specializzò presto in musiche da film.
Nel 1945 Louiguy iniziò la carriera di compositore di musiche da film. Nel 1949 Sacha Guitry lo incaricò di scrivere la partitura musicale del suo film Aux deux colombes. Louiguy fu per molti anni il compositore preferito di Guitry, ma lavorò anche per Henri Verneuil, Pierre Schoendoerffer e, particolarmente, per André Cayatte. Nel 1964 compose anche la musica della serie TV Bob Morane. La sua abbondante produzione rallentò nel 1966.
L'opera di Louiguy annovera circa 250 canzoni, alcune delle quali sono state successi mondiali, come La vie en rose e Cerisier rose et pommier blanc (portata al successo internazionale da Pérez Prado con il titolo Cherry Pink (and Apple Blossom White)), e 90 musiche da film.

## Discografia
- Louiguy au cinéma, Universal Music S.A., 2006